# Кинашово
Кинашово (укр. Кинашове) — село,
Козельненский сельский совет,
Недригайловский район,
Сумская область,
Украина.
Код КОАТУУ — 5923582904. Население по переписи 2001 года составляло 3 человека .

## Географическое положение
Село Кинашово находится в 1,5 км от левого берега реки Ольшанка.
На расстоянии до 1,5 км расположены сёла Тимченки, Козельное и Фартушино.
По селу протекает пересыхающий ручей с запрудой.